# Kot Fatta
Kot Fatta is een nagar panchayat (plaats) in het district Bathinda van de Indiase staat Punjab. 

## Demografie
Volgens de Indiase volkstelling van 2001 wonen er 6.493 mensen in Kot Fatta, waarvan 53% mannelijk en 47% vrouwelijk is. De plaats heeft een alfabetiseringsgraad van 51%.